# Bernd Ullrich (Schiedsrichter)

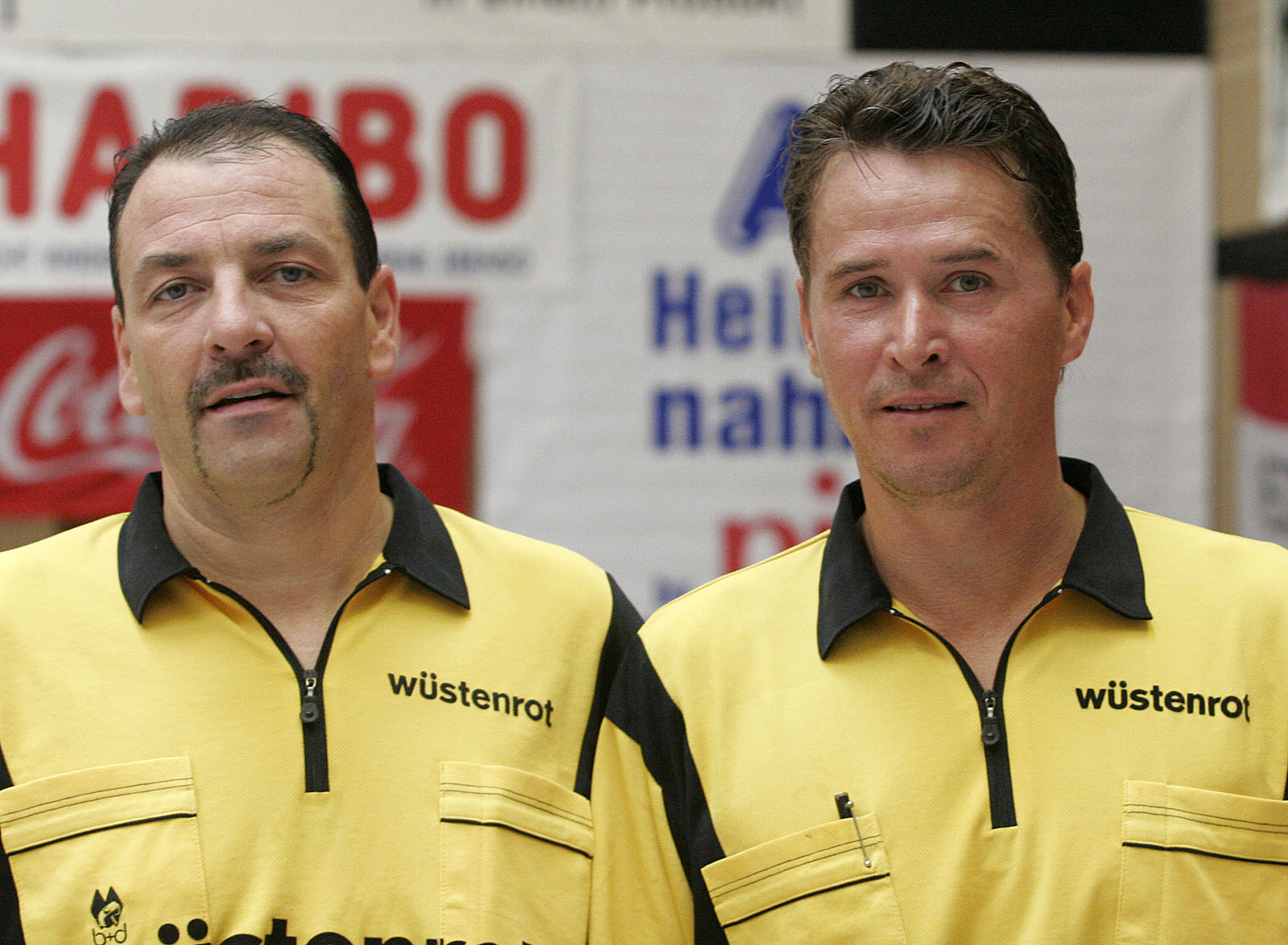
Bernd Ullrich (links im Bild mit Frank Lemme)

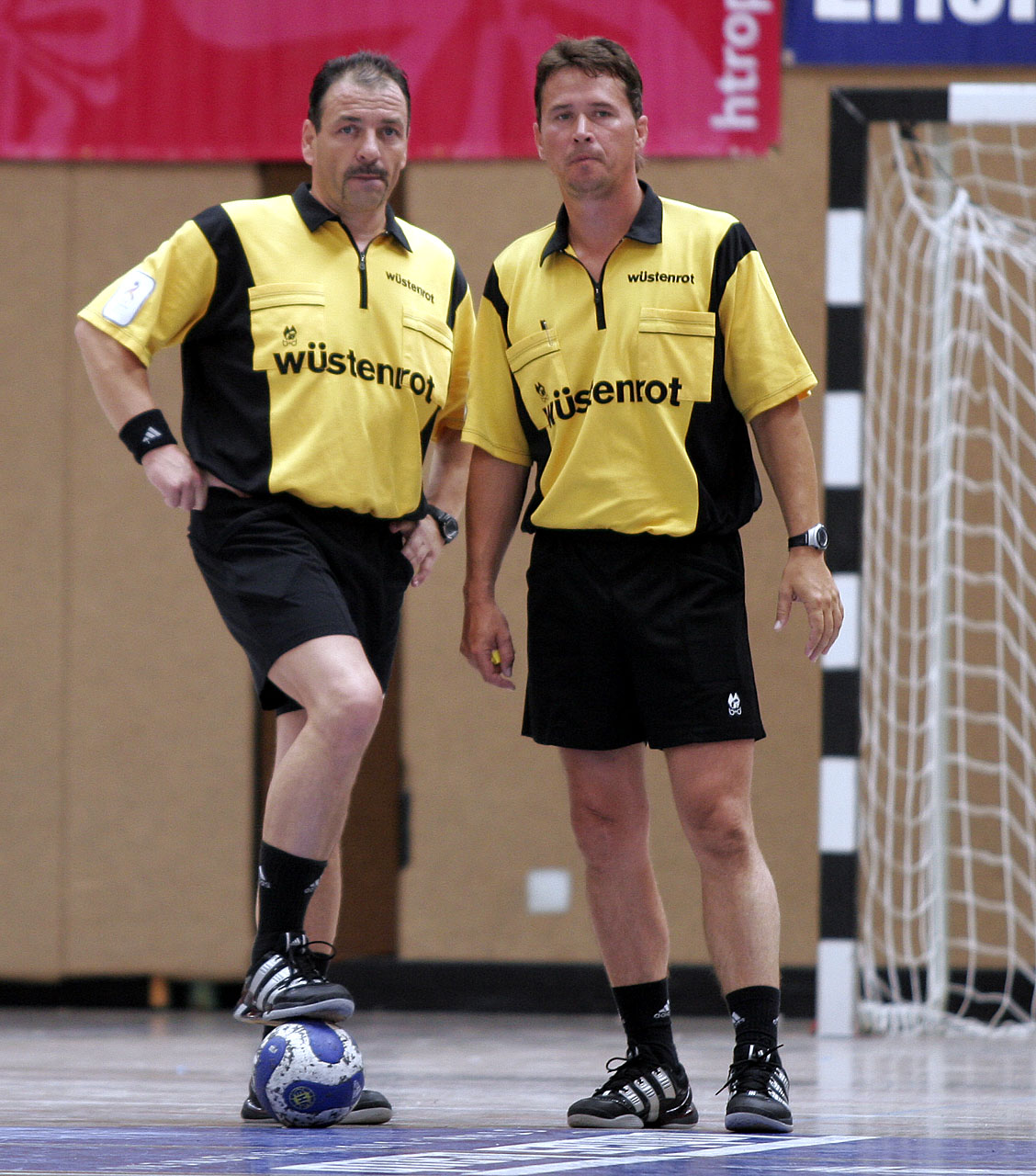
Lemme/Ullrich beim Schlecker Cup 2007 in Ehingen

Bernd Ullrich (* 29. Juni 1962) ist ein ehemaliger deutscher Handballschiedsrichter.
Er gehörte zum Landesverband Sachsen-Anhalt und war von 1974 bis 2010 Schiedsrichter.
Von 1990 bis 2010 war er mit seinem Partner Frank Lemme im DHB-Kader und hatte mehr als 550 DHB-Spiele geleitet. Von 1994 bis 2009 war er auch im EHF/IHF Kader und hatte über 180 Internationale Spiele gepfiffen. Lemme/Ullrich wurden zum besten Schiedsrichtergespann der Saison 2005/06, 2006/07 und 2007/08 gewählt.
Das Schiedsrichtergespann Lemme/Ullrich pfiff u. a. das Finale der Handball-WM 2005 zwischen Kroatien und Spanien und das Finale der Herren bei Olympia 2008 zwischen Frankreich und Island.
Am 30. April 2006, einen Tag nachdem Bernd Ullrich zusammen mit Franke Lemme das Finalrückspiel im Europapokal der Pokalsieger zwischen Medwedi Tschechow und BM Valladolid gepfiffen hatte, wurde bei einer Zollkontrolle am Moskauer Flughafen Scheremetjewo im Gepäck von Bernd Ullrich eine Plastiktüte mit 50.000 US-Dollar beschlagnahmt. Hatte Moskau das Spiel in Spanien noch mit sieben Toren Unterschied verloren, gewann die Mannschaft das Heimspiel mit acht Toren Differenz und gewann so den Europapokal der Pokalsieger. Ullrich gab an, nicht gewusst zu haben, wie das Geld in seine Tasche geraten war, und dass ihm erst bei der Kontrolle am Flughafen bewusst geworden sei, was er mit sich trage. Den Vorfall am Zoll meldeten beide Schiedsrichter mit fast drei Jahren Verspätung Anfang März 2009. Als erste Konsequenz suspendierte der Deutsche Handballbund das Schiedsrichtergespann Lemme/Ullrich vorerst vom Spielbetrieb, die Europäische Handballföderation sperrte sie später für fünf Jahre.
Am 10. Januar 2010 gaben Bernd Ullrich und Frank Lemme ihren Rücktritt als Schiedsrichter bekannt.